# Robby Thompson
Robert Randall Thompson (West Palm Beach, Florida, 10 de mayo de 1962), más conocido como Robby Thompson, es un exjugador profesional estadounidense de béisbol que se desempeñó en la posición de segunda base en las Grandes Ligas de Béisbol (MLB). Logró obtener un Guante de Oro.

## Carrera
Thompson jugó como profesional once temporadas en San Francisco Giants (1986-1996), equipo en el que se retiró.

## Premios
Fue galardonado con el Guante de Oro en una oportunidad (1993).